# Midden-Silezisch voetbalkampioenschap 1924/25
In 1924/25 werd het vijfde Midden-Silezisch voetbalkampioenschap gespeeld, dat georganiseerd werd door de Zuidoost-Duitse voetbalbond. De competitie was een tussenstation tussen de regionale competities en de Zuidoost-Duitse eindronde. Er werd een competitie bijgevoegd voor de regio rond Namslau.
Breslauer SC 08 werd kampioen en plaatste zich voor de Zuidoost-Duitse eindronde. De club werd vicekampioen achter Viktoria Forst. Vanaf dit seizoen mochten ook de vicekampioenen naar de eindronde om de Duitse landstitel, waarin de club in de eerste ronde VfB Leipzig versloeg en dan zelf door 1. FC Nürnberg verslagen werd.

## 1. Klasse

### Gau Breslau
Breslauer SC 08 werd kampioen.

### Gau Oels
| Plaats | Club                     | Wed. | W | G | V | Saldo | Ptn   |
| ------ | ------------------------ | ---- | - | - | - | ----- | ----- |
| 1.     | SSC 1901 Oels            | 8    | 7 | 0 | 1 | 21:10 | 14:02 |
| 2.     | VfR Oels                 | 8    | 4 | 2 | 2 | 16:14 | 10:06 |
| 3.     | SpVgg 08 Oels            | 8    | 4 | 1 | 3 | 11:11 | 09:07 |
| 4.     | VfB 1920 Groß Wartenberg | 8    | 3 | 0 | 5 | 11:13 | 06:10 |
| 5.     | SC Preußen Festenberg    | 8    | 0 | 1 | 7 | 06:17 | 01:15 |

|  | Geplaatst voor eindronde |

### Gau Brieg
| Plaats | Club              | Wed. | W | G | V | Saldo | Ptn   |
| ------ | ----------------- | ---- | - | - | - | ----- | ----- |
| 1.     | SC Brega Brieg II | 8    | 5 | 3 | 0 | 21:09 | 13:03 |
| 2.     | SC Brega Brieg    | 8    | 4 | 4 | 0 | 18:10 | 12:04 |
| 3.     | SSC Brieg         | 7    | 1 | 4 | 2 | 07:10 | 06:08 |
| 4.     | SC Preußen Brieg  | 7    | 0 | 4 | 3 | 05:11 | 04:10 |
| 5.     | SSVgg Grottkau    | 8    | 0 | 3 | 5 | 06:17 | 03:13 |

|  | Geplaatst voor eindronde |
|  | Degradatie               |

### Gau Namslau
| Plaats | Club                   | Wed. | W | G | V | Saldo | Ptn   |
| ------ | ---------------------- | ---- | - | - | - | ----- | ----- |
| 1.     | SC Preußen Namslau     | 8    | 8 | 0 | 0 | 32:04 | 16    |
| 2.     | VfB 1921 Carlsruhe     | 8    | 5 | 0 | 3 | 16:11 | 10:06 |
| 3.     | SV Schlesien Namslau   | 8    | 4 | 0 | 4 | 16:31 | 08:08 |
| 4.     | Sportfreunde Bernstadt | 8    | 3 | 0 | 5 | 10:09 | 06:10 |
| 5.     | SV 1924 Lorzendorf     | 8    | 0 | 0 | 8 | 09:28 | 00:16 |

|  | Geplaatst voor eindronde |
|  | Degradatie               |

### Gau Münsterberg
| Plaats | Club                               | Wed. | W | G | V | Saldo | Ptn   |
| ------ | ---------------------------------- | ---- | - | - | - | ----- | ----- |
| 1.     | SV Preußen Glatz                   | 3    | 3 | 0 | 0 | 07:02 | 06:00 |
| 2.     | Vereinigte Strehlener Sportfreunde | 4    | 3 | 0 | 1 | 11:05 | 06:02 |
| 3.     | RSV Hertha Münsterberg             | 4    | 2 | 0 | 2 | 05:03 | 04:04 |
| 4.     | SuSV 1910 Frankenstein             | 2    | 0 | 0 | 2 | 01:06 | 00:04 |
| 5.     | VfB Glatz                          | 3    | 0 | 0 | 3 | 01:09 | 00:06 |

|  | Geplaatst voor eindronde, wisselde volgend seizoen naar de Bezirksliga Bergland |
|  | Wisselde volgend seizoen naar de Bezirksliga Bergland                           |

## Eindronde

### Voorronde
|                 |                    |       |               |         |
| 8 februari 1925 | SC Preußen Namslau | 1 – 2 | SSC 1901 Oels | Namslau |
| 8 februari 1925 |                    |       |               | Namslau |

### Halve finale
|                  |                 |       |                  |             |
| 15 februari 1925 | Breslauer SC 08 | 1 – 0 | SV Preußen Glatz | Münsterberg |
| 15 februari 1925 |                 |       |                  | Münsterberg |

|                  |               |       |                   |      |
| 15 februari 1925 | SSC 1901 Oels | 7 – 0 | SC Brega 09 Brieg | Oels |
| 15 februari 1925 |               |       |                   | Oels |

### Finale
|                  |                 |       |               |         |
| 22 februari 1925 | Breslauer SC 08 | 5 – 0 | SSC 1901 Oels | Breslau |
| 22 februari 1925 |                 |       |               | Breslau |